# Paweł Białoń
Paweł Białoń (ur. 9 kwietnia 1972) – polski biathlonista, mistrz i reprezentant Polski.

## Życiorys
Był zawodnikiem Dynamitu Chorzów i WKS Legii Zakopane.
Reprezentował Polskę na mistrzostwach świata juniorów w 1992 (21 m. w sprincie, 8 m. w sztafecie i 5 m. w biegu drużynowym), mistrzostwach świata seniorów w 1995 (72 m. w biegu indywidualnym i 18 m. w biegu drużynowym) oraz 1996 (86 m. w biegu indywidualnym).
Na mistrzostwach Polski seniorów zdobył sześć medali: brązowy w sprincie w 1991, brązowy w sztafecie w 1993, złote w biegu drużynowym i sztafecie w 1995 i brązowe w sztafecie i biegu drużynowym w 1996.